# Райнгольд Йорке
Йоганн Фрідріх Райнгольд Йорке (нім. Johann Friedrich Reinhold Jörke; 29 липня 1893, Меркіше-Гайде, Німецька імперія — 8 листопада 1944, Будапешт, Угорське королівство) — німецький льотчик-ас, заступник офіцера Прусської армії.

## Біографія
Учасник Першої світової війни. З 27 лютого 1917 року літав в 12-й винищувальній ескадрильї у званні унтерофіцера, здобув 9 перемог, поки в жовтні не був переведений у 13-ту винищувальну ескадрилью, збивши в її складі свій 10-й літак. Після повернення 39-ї винищувальної ескадрильї з Італійського фронту у червні 1918 року Йорке був направлений до неї і залишався там до кінця війни, довівши свій бойовий рахунок до 14 повітряних перемог.
Під час Другої світової війни служив офіцером військової поліції. Під час Польської кампанії — гауптман і командир 1-ї роти 322-го поліцейського батальйону. Загинув під час битви за Будапешт.

## Нагороди
- Залізний хрест 2-го і 1-го класу
- Нагрудний знак військового пілота (Пруссія)
- Почесний хрест ветерана війни з мечами